# Michel Pacewicz
Stéphane Michel Jean Pacewicz Durand, nacido en Chateau-Gontier, Francia, el 19 de octubre de 1843 y fallecido en Vigo el 2 de febrero de 1921, fue un arquitecto francés de origen polaco. Desenvolvió sus últimos 17 años de actividad profesional en Vigo, en donde diseño algunos de los edificios más emblemáticos de la ciudad.

## Trayectoria
En 1860 inicia sus estudios de arquitectura formándose con el profesional parisino Paul Abadie, para luego trabajar con Louis Jules Bouchot. Posteriormente, en el año 1872, conoce al potentado vigués Benito Sanjurjo, que por aquel entonces residía en París, y a través de él entra en contacto con la burguesía viguesa del momento. Pero no sería hasta 1904 cuando Pacewicz, ya con 61 años, decide instalarse definitivamente en Vigo con su mujer y desenvolver en la ciudad olívica su labor profesional, aunque ya desde el año 1897 llevaba diseñando edificios pensados para aquellas.

## Obra en Vigo
El estilo de las construcciones de Pacewicz es el eclecticismo, con algunas muestras de neomedievalismo. A continuación se citan por orden cronológico algunos de sus edificios más representativos en la urbe gallega:

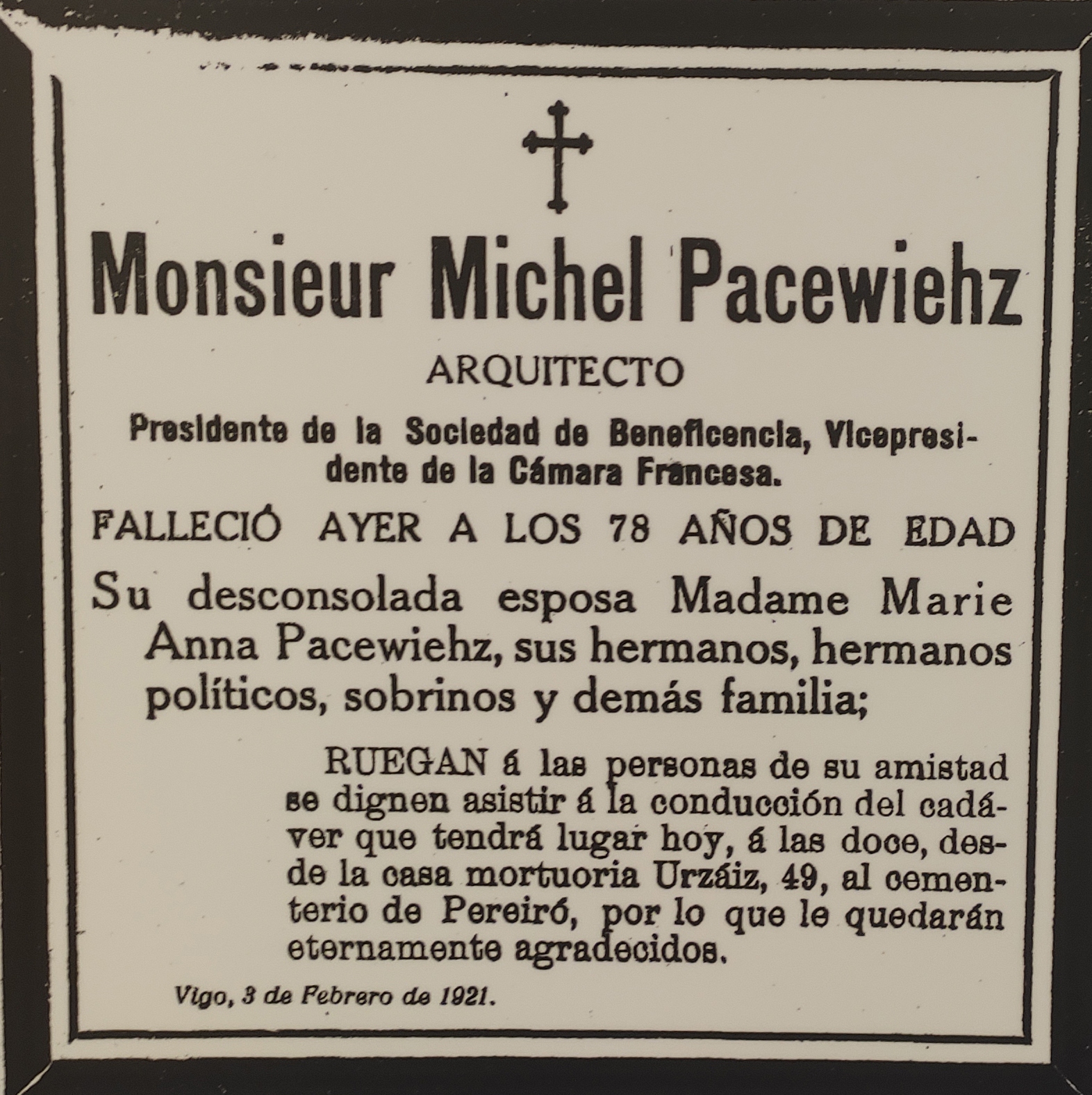
Recorte del Faro de Vigo del 3 de febrero de 1921 con la necrológica del arquitecto.

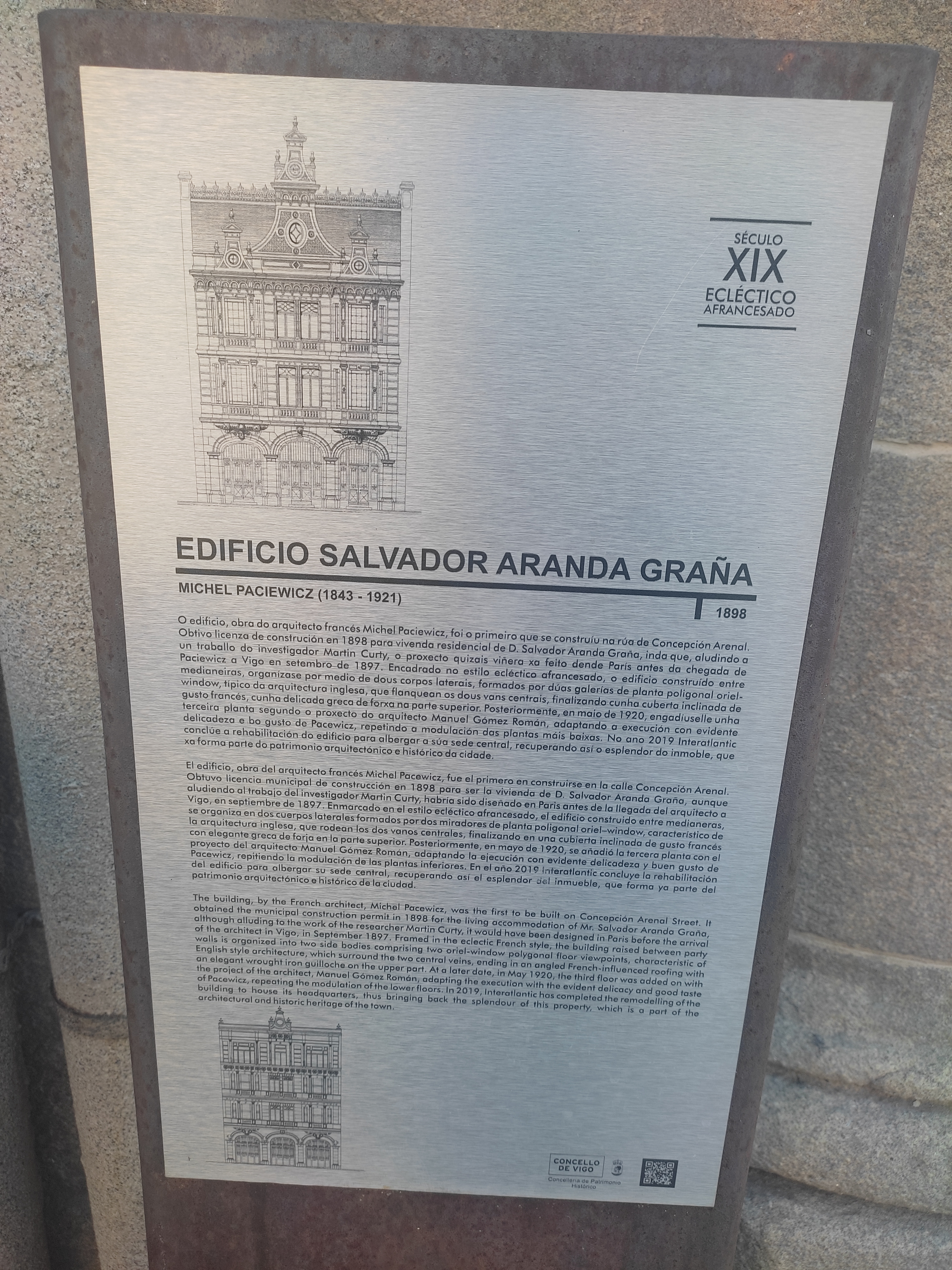
Placa en el Edificio Salvador Aranda Graña.

- Hospital de Santa Cristina (1918),[16] en la calle Sagunto.

- Cine Royalty (1916), en la calle Velázquez Moreno esquina calle Marqués de Valladares.[17] Derribado a comienzos de la década de 1960.[18]

- Cine Odeón (1917), en la Calle de Urzaiz esquina calle Magallanes. Derribado en 1969.[18]

- Casas para Benito Sanjurjo Ramírez de Arellano (1903-1912), en la calle Urzaiz.[19]

- Casa de Rosendo Silva (1907, en colaboración con Jenaro de la Fuente), en la plaza de Compostela esquina calle Concepción Arenal.[19]

- Casa para Benito Sanjurjo (1906), en la plaza de Compostela.[19]

- Sede del Círculo Católico de Obreros (1904), en la calle Doctor Cadaval esquina calle López de Neira.[20][21][22]

- Casa para Ángel Núñez Berdiales (1904), en la calle Urzaiz esquina calle Hernán Cortés.

- Casas de Oya (1904),[19] en la avenida de García Barbón esquina calle República Argentina.[23]

- Casa de Enrique Lagos (1901), en la calle de Policarpo Sanz.[19]

- Chalet o Casa de Rosendo Silva (1900), en la calle López Mora.[19]

- Casa Yáñez (1900),[24] en la plaza de Compostela esquina calle Velázquez Moreno.[25][19]

- Edificio Salvador Aranda Graña (1898), en la calle Concepción Arenal.[26][27]

- Escuela Municipal de Artes y Oficios de Vigo (1897),[28] en la avenida de García Barbón esquina calle Pontevedra.[19]

- Edificio El Moderno (1897),[29] en la calle de Policarpo Sanz esquina calle Carral.[19]

- Casa para Joaquín Acuña Soaje (1897), en la calle de Policarpo Sanz esquina Velázquez Moreno.[19]

## Galería de imágenes

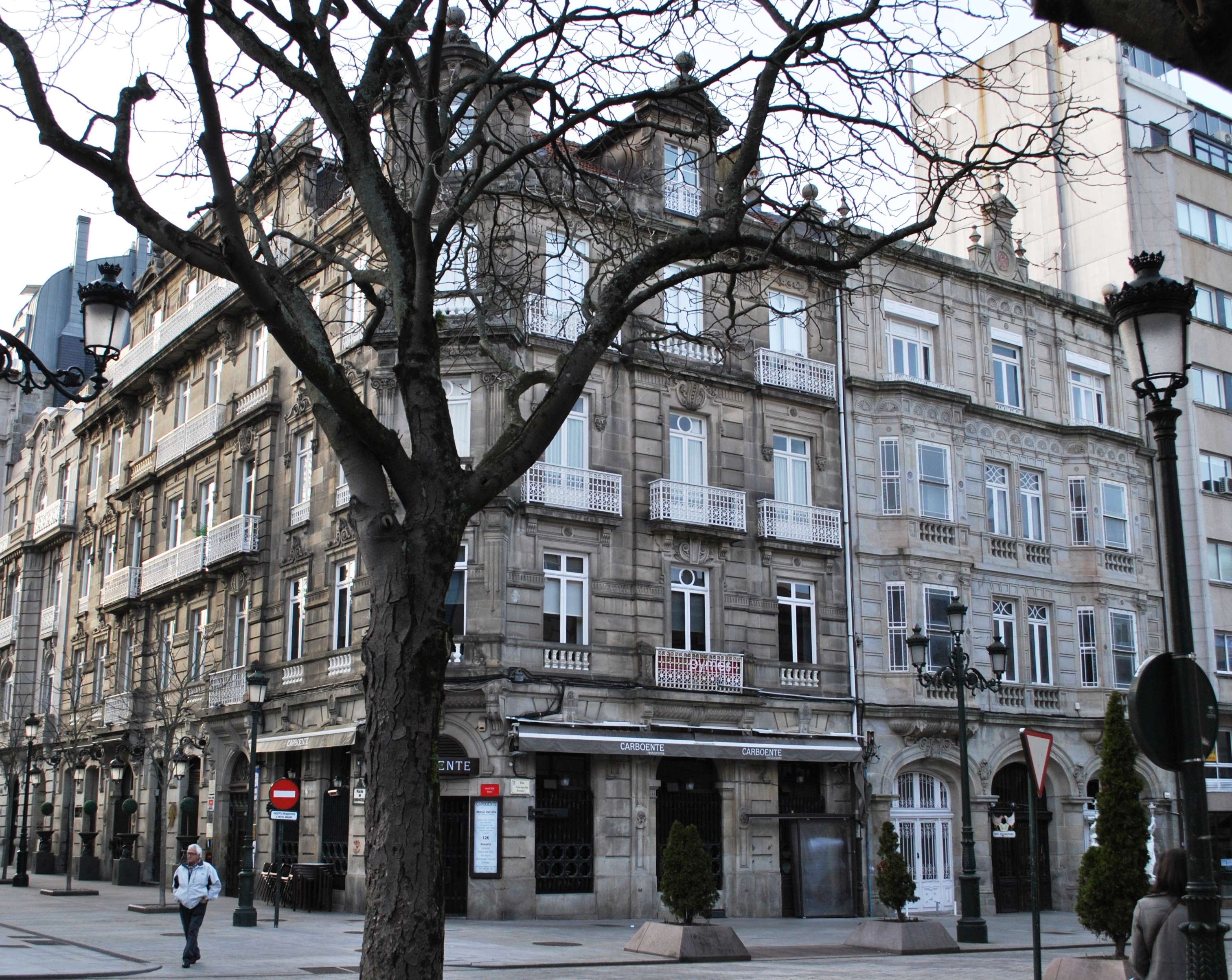
Casa para Rosendo Silva.
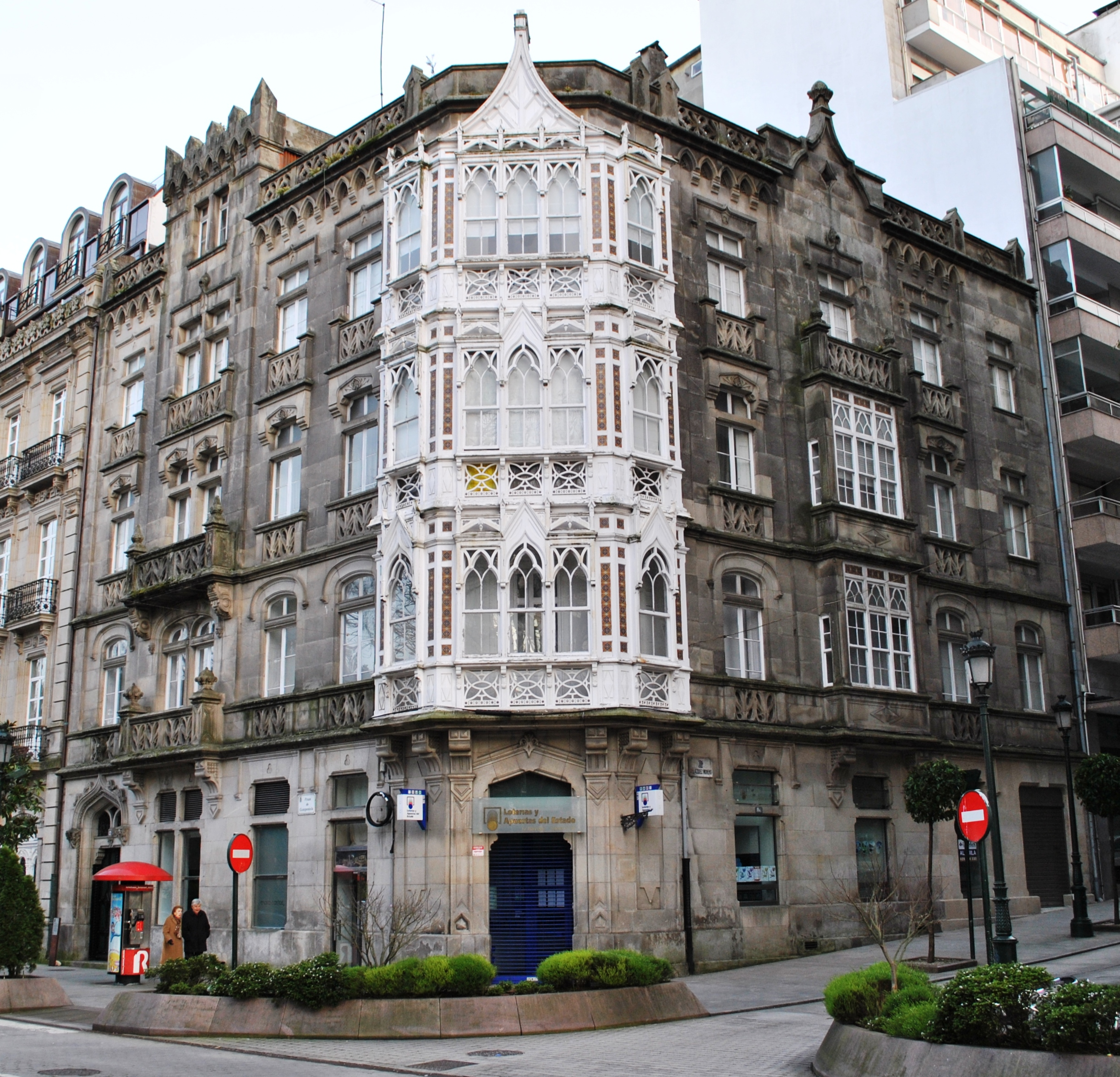
Casa Yáñez.
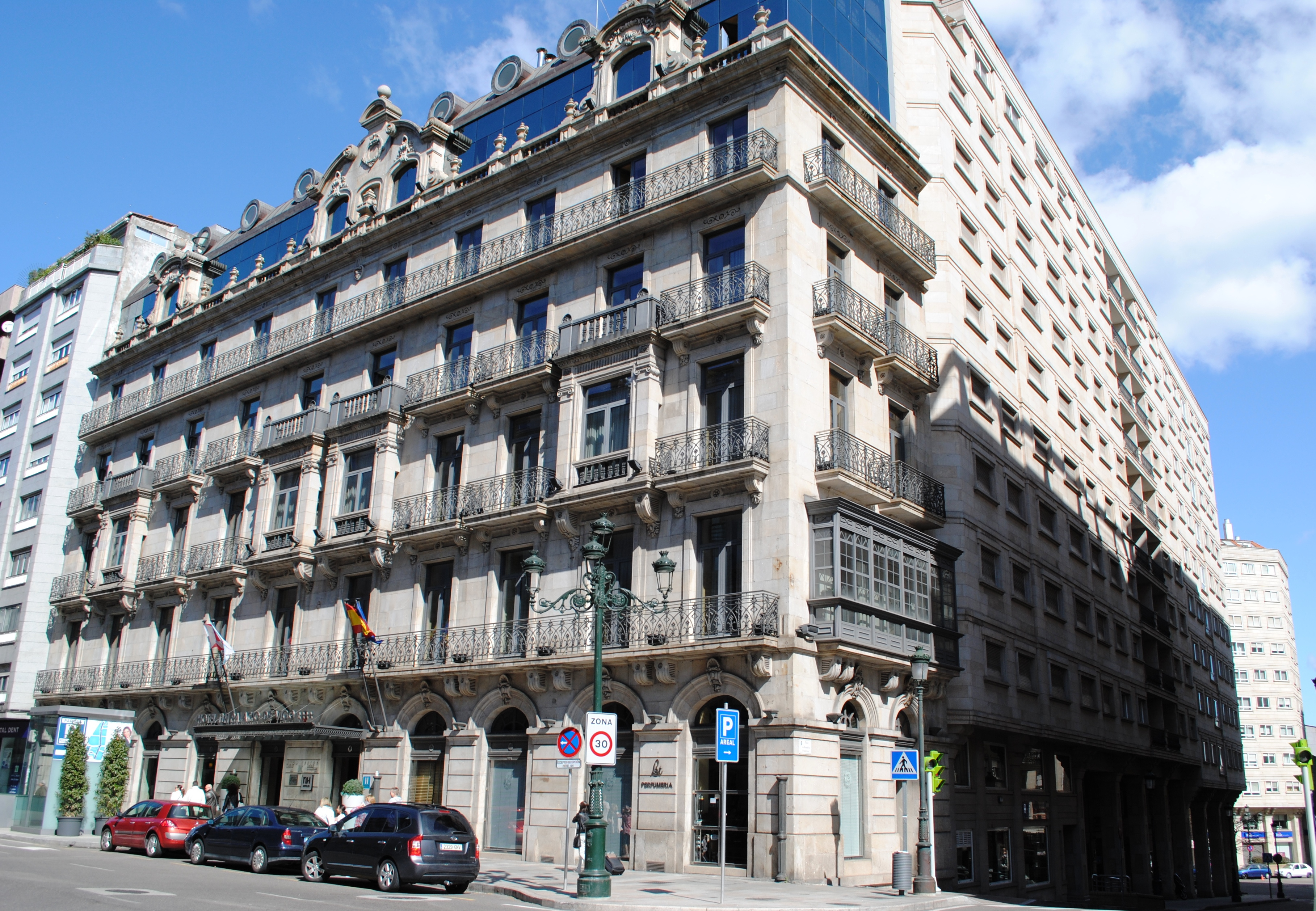
Casas de Oya.
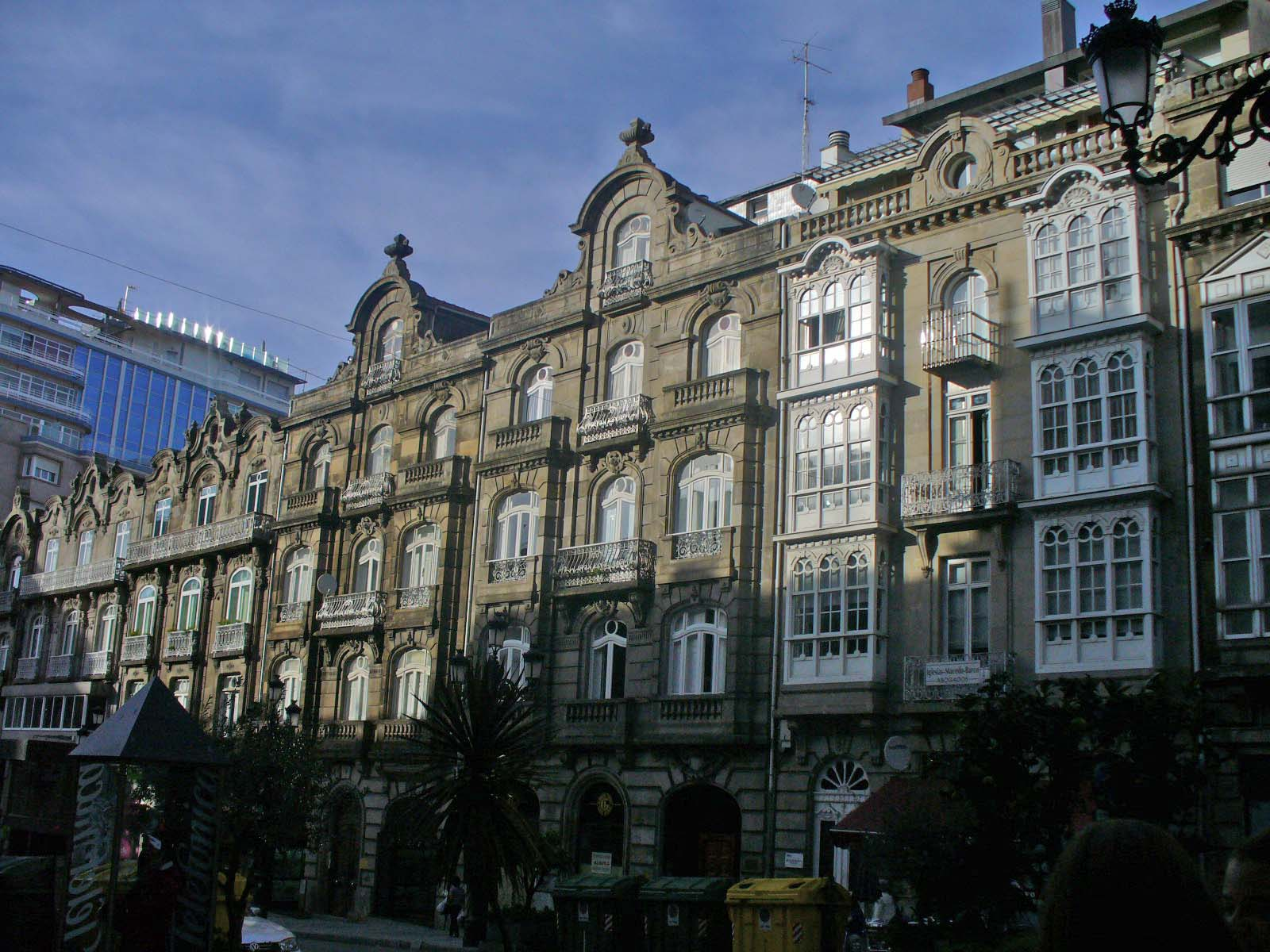
Casas para Benito Sanjurjo Ramírez.
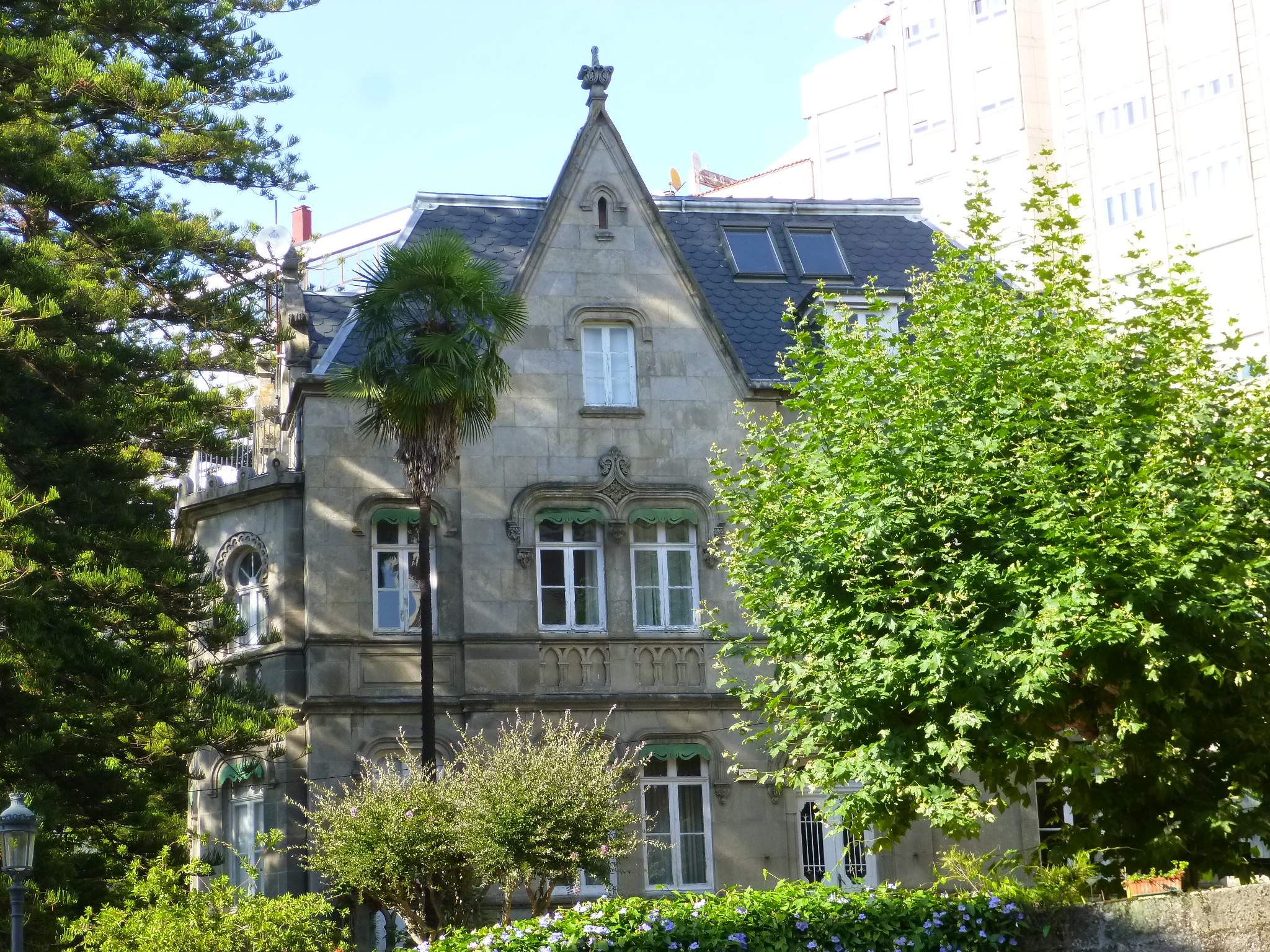
Chalet o Casa de Rosendo Silva.
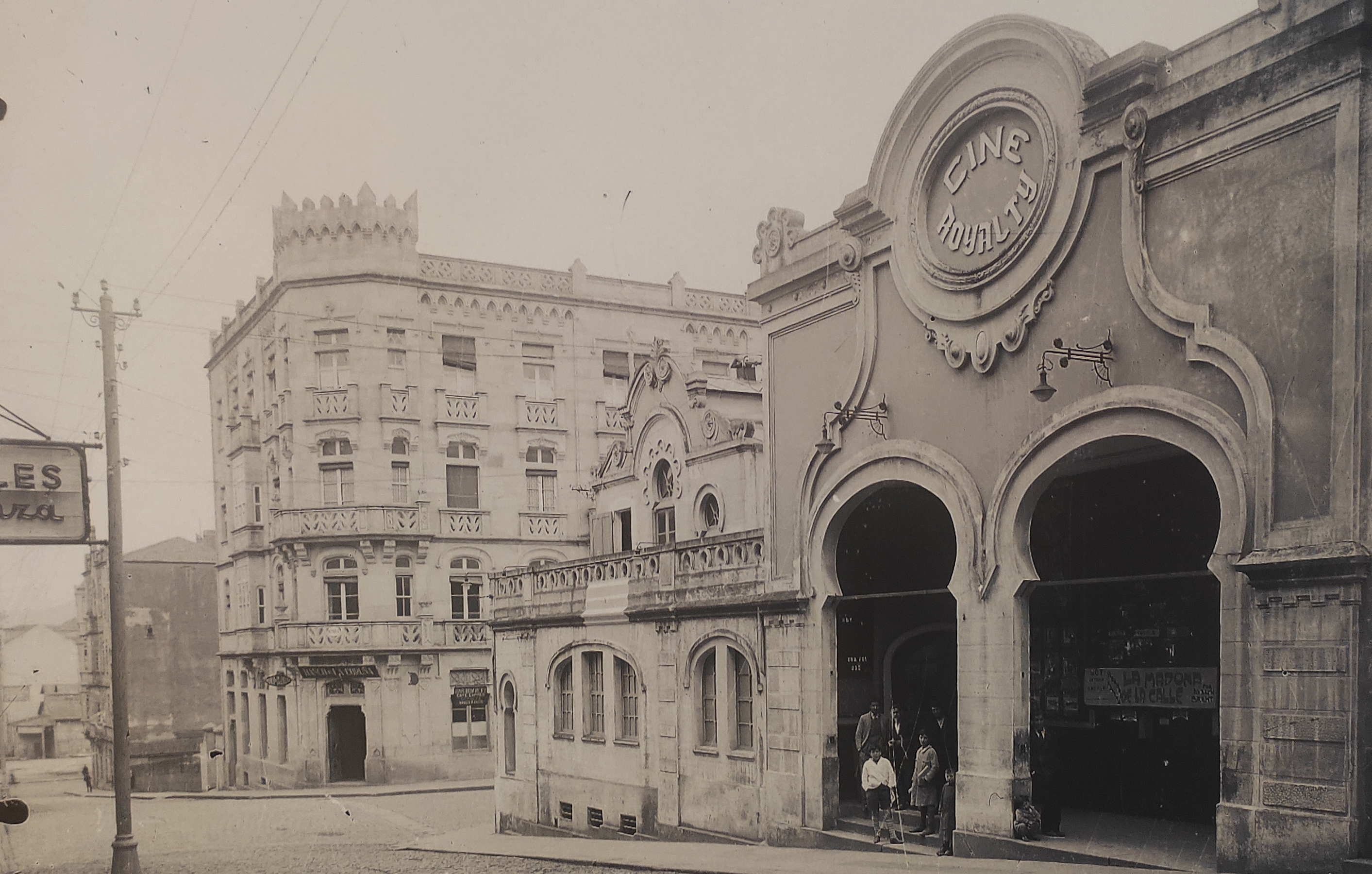
Cine Royalty.
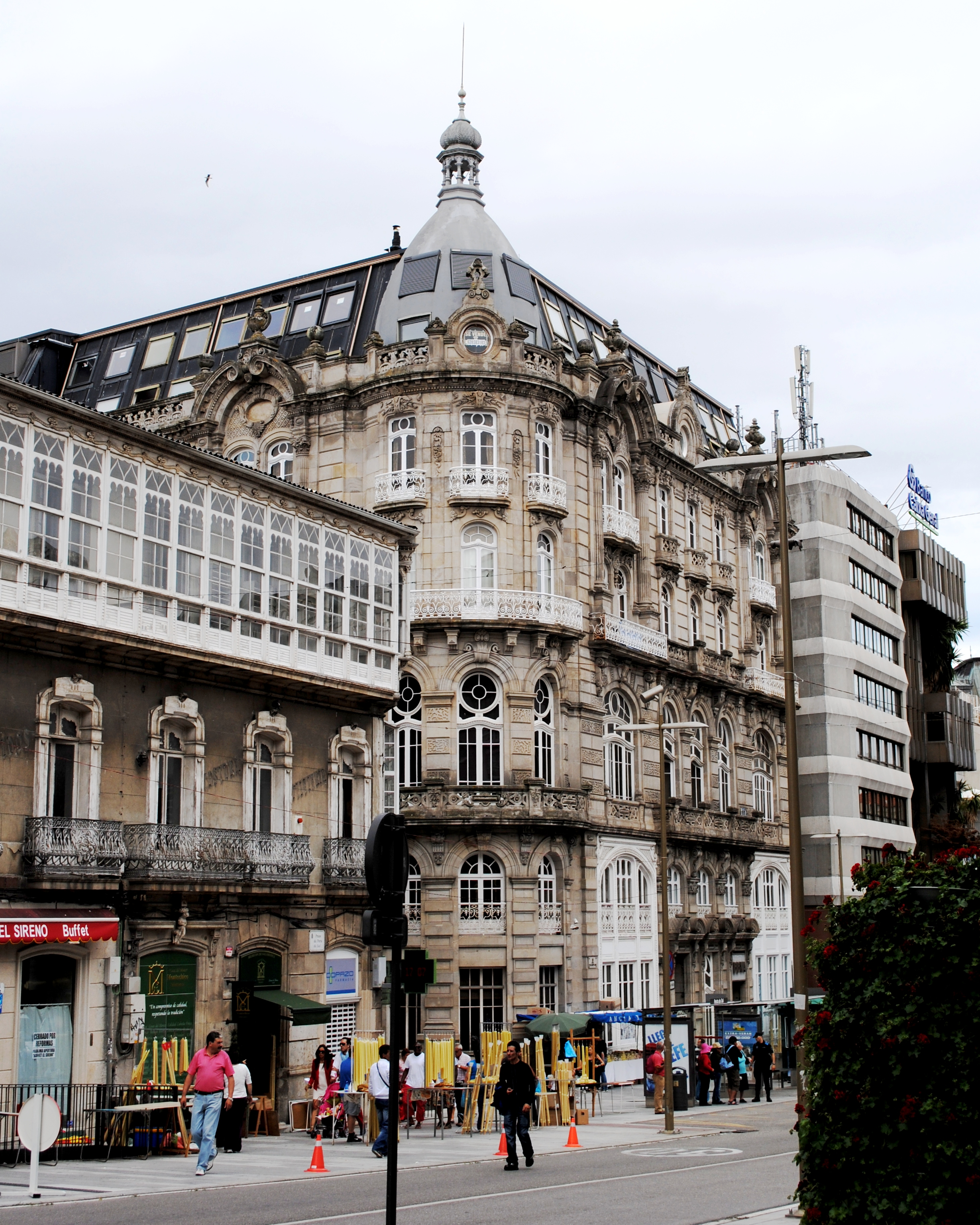
Edificio El Moderno.
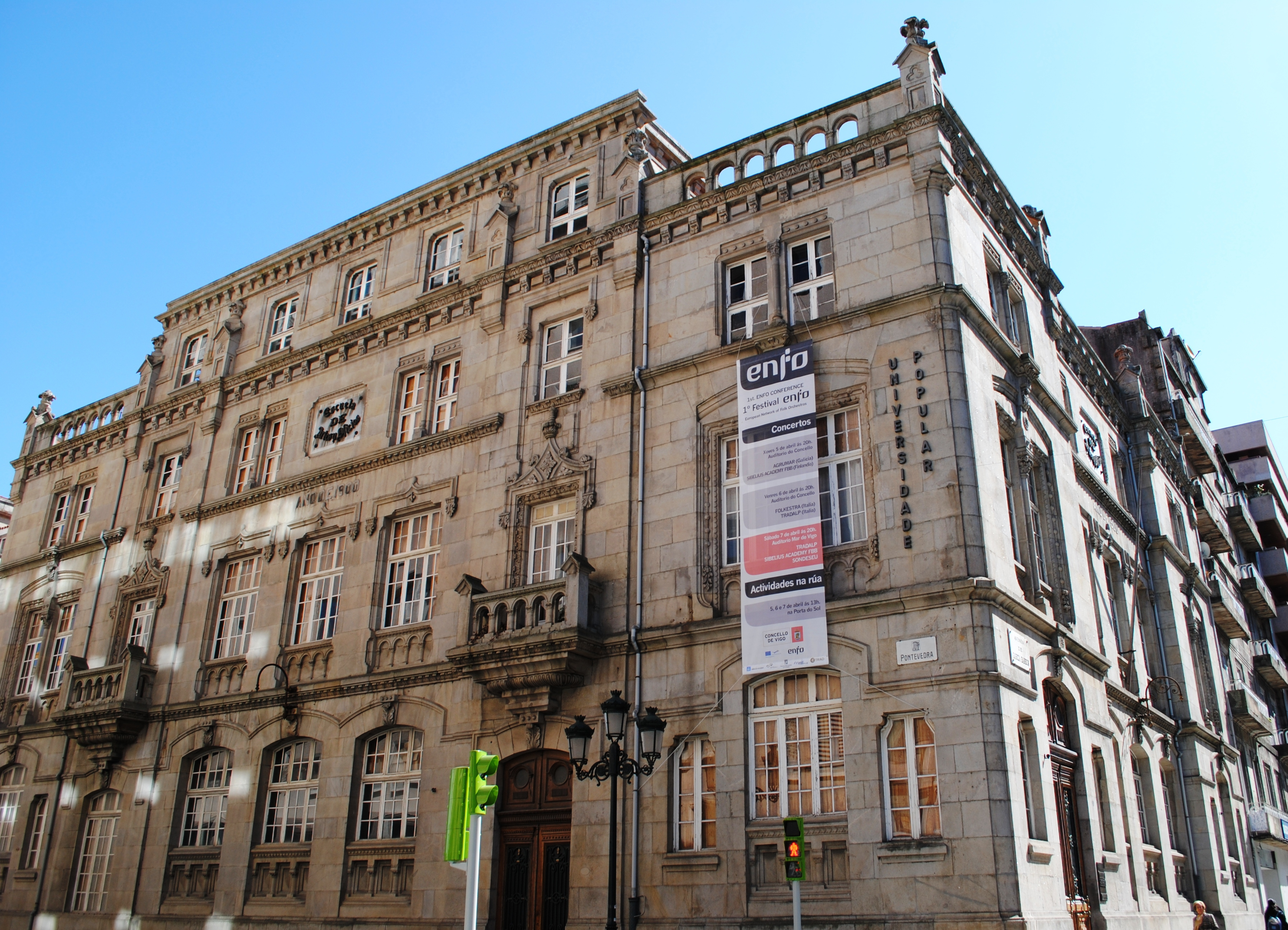
Escuela Municipal de Artes y Oficios de Vigo.
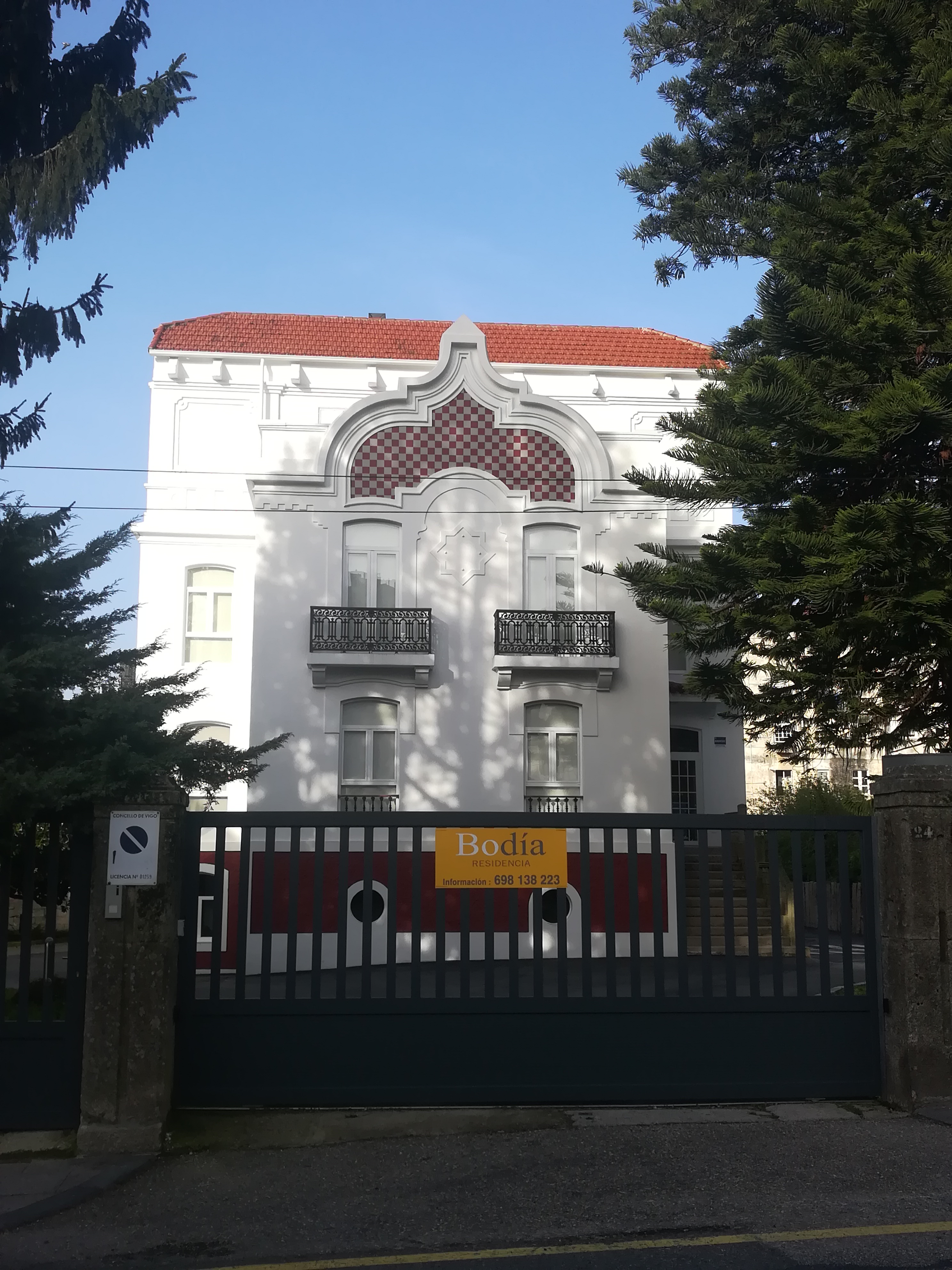
Hospital de Santa Cristina.